# 日多乡
日多乡（藏語：རུ་ཐོག་），是中华人民共和国西藏自治区拉萨市墨竹工卡县下辖的一个乡镇级行政单位。

## 行政区划
日多乡下辖以下地区：
怎村、拉龙村和念村。